# Single Minute Exchange of Die
Single Minute Exchange of Die (SMED; dt.: Werkzeugwechsel im einstelligen Minutenbereich) bezeichnet im Zusammenhang mit Quick Change Over (QCO, zu deutsch schnelles Rüsten) ein Verfahren, das die Rüstzeit einer Produktionsmaschine oder einer Fertigungslinie reduzieren soll. Der Terminus „Werkzeugwechsel“ ist hierbei irreführend, da die Zeit vom letzten Gutteil des alten Fertigungsloses zum ersten Gutteil des neuen Fertigungsloses gemeint ist und besser mit „Produktionswechsel“ zu bezeichnen ist. Der Unterschied ist, dass nicht die reine Zeit des Wechselns eines Werkzeuges maßgebend ist, sondern auch Dinge wie die Bereitstellung des neuen Materials oder die Parametrierung der Maschine und Ähnlichem; das heißt die gesamte Zeit, in der nicht produziert werden kann.
Ziel von SMED ist es, die Bestände zu senken, indem man die Maschine auf einen neuen Fertigungsprozess umrüstet, ohne den Fertigungsfluss zu stören. Das endgültige Ziel kann man als erreicht sehen, wenn eine Maschine oder eine Fertigungslinie innerhalb eines Fertigungstaktes umgerüstet werden kann, so dass selbst bei unterschiedlichsten Produkten ein One-Piece-Flow oder sogar besser noch eine Mixed-Model-One-Piece-Flow umgesetzt werden kann. In diesem Fall sind dann auch die Bestände in der Linie gleich Null.
Entwickelt wurde das Verfahren von Shigeo Shingō, der als externer Berater maßgeblich an der Entwicklung des Toyota-Produktionssystems (TPS) beteiligt war.
Umsetzung: In mehreren iterativen Schritten wird die Rüstzeit erst durch organisatorische und später durch technische Maßnahmen verbessert. Zur Minimierung der Kosten ist es wichtig, dass die Schritte in der vorgegebenen Reihenfolge durchlaufen werden. Die Erfahrung ist, dass jeder Schritt jeweils zu einer Reduzierung der Rüstzeit von 50 bis 60 % (in Bezug auf den vorherigen Schritt) führt. Größere Investitionen werden dadurch, wenn überhaupt, erst zu einem sehr späten Zeitpunkt getätigt.
SMED läuft in vier (fünf) Schritten ab:
1. Trennung von internen und externen Rüstvorgängen (Organisation)
2. Überführung von internen in externe Rüstvorgänge
3. Optimierung und Standardisierung von internen und externen Rüstvorgängen
4. Beseitigung von Justierungsvorgängen
5. (Parallelisierung von Rüstvorgängen)

Diese Schritte werden wiederholt durchlaufen, bis die Rüstzeit im einstelligen Minutenbereich liegt, wobei jeder folgende Schritt, im Verhältnis zum vorherigen, meist zu überproportionalen Investitionen führt.
Wesentliches Element bei der Umsetzung ist es, Rüstvorgänge in interne und mögliche externe Schritte zu unterteilen und die externen Vorgänge zu durchlaufen, solange die Maschine noch produziert oder wieder produziert.
- Interne Schritte können nur bei Stillstand der Maschine durchgeführt werden (z. B. Werkzeugwechsel).
- Externe Schritte können durchgeführt werden, wenn die Maschine noch produziert (z. B. Bereitstellung der Werkzeuge und Vorprodukte).

Zur Optimierung werden verschiedene Techniken angewendet, z. B.:
- Vorbereitung des Produktionswechsels
- Einsatz von Klemmen statt Schrauben
- Schiebetische statt Kräne
- separates Vorheizen
- Zwischenspannvorrichtungen zur Justierung außerhalb der Maschine
- Parallelisierung von Rüstvorgängen – gleichzeitig statt nacheinander – d. h. statt eines mehrere Mitarbeiter einsetzen (wird oft auch als ein fünfter Schritt betrachtet)
- Eliminierung von Justierungen
- Mechanisierung
- Standardisierung von Rüstaktivitäten
- Standardisierung von Werkzeugabmessungen

Weiterentwicklungen des SMED-Verfahrens sind:
- Zero-Changeover: Umrüstung innerhalb von drei Minuten
- OTED (= One Touch Exchange of Die): Umrüsten durch eine Armbewegung

## Auswirkungen von SMED auf die Mitarbeiter
Die Mitarbeiter eines Unternehmens liefern Vorschläge, die zu schnelleren Rüstvorgängen führen, im Rahmen einer Gruppenarbeitssitzung während der Arbeitszeit, d. h. Ideen und Gedanken jedes Einzelnen werden an einer Flipchart festgehalten, ausgewertet und machbare Vorschläge werden dann ggf. in der Praxis angewandt.
Daneben gibt es in vielen großen Firmen das Betriebliche Vorschlagswesen (BVW), bei dem schriftlich eingereichte Vorschläge ausgewertet, und realisierbare Vorschläge dann ggf. in der Praxis umgesetzt werden. Daraus kann für den Mitarbeiter eine Prämie für seinen Vorschlag resultieren.
Gibt es im Unternehmen keine Regelung für die Bewertung von Gruppenvorschlägen aus angeleiteten Arbeitsgruppen (moderierte Workshops) bzw. untersagt die Regelung eine Auszahlung von Prämien in diesem Fall, so entfällt für den Mitarbeiter die direkte finanzielle Belohnung für seine Vorschläge. Es kann jedoch dem Mitarbeiter obliegen, seine Vorschläge im Rahmen des Workshops einzubringen, oder erst im Nachgang als persönlichen Verbesserungsvorschlag einzureichen.
Ob Mitarbeiter durch ihre Verbesserungsideen den eigenen Arbeitsplatz gefährden oder sichern, hängt unter anderem davon ab, in welcher wirtschaftlichen Situation sich der Betrieb befindet. In Betrieben mit Unterauslastung können Rüstzeiteinsparungen kurz- und mittelfristig mit Personaleinsparungen verbunden sein. In ausgelasteten Betrieben, in Linienproduktion speziell an deren Engpassanlagen, kann eine Zeiteinsparung in der Regel in Mehrproduktion umgesetzt werden und evtl. zu Personalaufbau führen.
In beiden Fällen kann das Unternehmen jedoch langfristig durch gesteigerte Produktivität und Flexibilität seine Wettbewerbsfähigkeit steigern und damit Arbeitsplätze im eigenen Unternehmen sichern.